# Volt egyszer egy lány
Volt egyszer egy lány (v překladu Byla jednou dívka) je 1. studiové album maďarské zpěvačky Zsuszy Koncz. Na albu se jako doprovod podílely skupiny Illés, Echo együttes, Metro együttes a Tolcsvay Trió. Poprvé vyšlo na LP v roce 1969 na značce Qualiton pod katalogovým číslem LPX 17393. Na CD bylo vydáno na značce Hungaroton pod katalogovým číslem HCD 37600, naposledy v roce 1994.

## Seznam písní
1. Volt egyszer egy lány (Lajos Illés - János Bródy) 3:38
2. VIII. Henrik felesége voltam (István Varannai - István S. Nagy) 2:36
3. Végre, végre (Róbert Lovas - Sándor Halmágyi) 4:44
4. Úgy elmennék (Szabolcs Szörényi - János Bródy) 2:51
5. Nem, hiszek neked már (Lajos Illés - János Bródy) 3:41
6. Színes ceruzák (Levente Szörényi - István S. Nagy) 3:15
7. Rohan az idő (Levente Szörényi - István S. Nagy) 4:06
8. Utcák (Ottó Schöck - István S. Nagy) 3:22
9. A szél (János Bródy - Alan Alexander Milne - Gábor Devecseri) 2:20
10. Zöldszemű srác (András Payer - István S. Nagy) 2:15
11. Órák (László Szakály - István S. Nagy) 2:38
12. Régi dal (Szabolcs Szörényi - János Bródy) 3:18